# Куотерман, Саймон
Саймон Куотерман (англ. Simon Quarterman; род. 14 ноября 1977) — британский актёр, наиболее известный по роли отца Бена Роулингса в фильме ужасов «Дьявол внутри» (2012). 
Куотерман также сыграл роль Ари в фильме «Царь скорпионов 2: Восхождение воина».
Он появился в нескольких британских телевизионных шоу, в том числе: «На Землю», «Чисто английское убийство», «Холби-сити» и «Жители Ист-Энда», где он исполнил роль Пола Дженкинса, а также в мини-сериале «Виктория и Альберт».
В настоящее время он играет Ли Сайзмора в научно-фантастическом сериале HBO «Мир Дикого запада».